# 에드미우송 디아스 지 루세나
에드미우송 디아스 지 루세나(포르투갈어: Edmilson Dias de Lucena, 1968년 5월 29일 ~ )는 은퇴한 브라질의 축구 선수이다. 포지션은 공격수였다. K리그에서 뛸 당시에는 에드밀손이라는 이름을 썼다. 포르투갈 국적도 가지고 있으며 K리그에는 포르투갈 국적으로 등록을 하였다.

## 클럽 경력
에드미우송은 1988년 20세의 나이로 포르투갈에 와서 CD 나시오날에 입단했다. 그 후 연고지를 같이 하는 CS 마리티무로 이적해 활약했다.
1997년 비토리아 SC로 이적해 첫 시즌에 6골을 넣으며 리그 3위를 차지하는데 공헌했다. 2000년 여름 SC 브라가에 입단, 11차례 골망을 흔들었지만 팀은 4위로 UEFA컵에 진출하지 못했다.
2000년 8월 부천 SK로 이적해 잠깐 뛰었다. 2002년부터 전북 현대 모터스에서 뛰었는데, 2002년 K리그 득점왕 (14골)을 차지했고, 2003년 FA컵에서 팀의 첫 우승을 이끌어 용병 선수로는 처음으로 최우수선수에 선정됐다. 성실하고 자기 관리가 철저해 좋은 선수로 평가받았으나 2004년 개막전 경기에서 알파이 외잘란의 태클에 아킬레스건이 끊어져 은퇴했다.